# Ozarba semirubra
Ozarba semirubra là một loài bướm đêm trong họ Noctuidae.